# San-Pédro
San-Pédro város Elefántcsontpart délnyugati részén, Bas-Sassandra régióban. A Guineai-öböl partján fekszik. Lakossága 262 ezer fő volt 2014-ben.
Az 1960-as évekig egy kis halászfalu, majd Abidjan után az ország 2. legnagyobb kikötője lett, amely a város gyors gazdasági fejlődését hozta. A város fő gazdasági ágazatai még a környék mezőgazdasági termékeire (olajpálma, kakaó, kaucsuk stb.), a halászatra, a faiparra, az építőiparra épül. Jelentős az idegenforgalom is.
A várostól ÉNy-ra fekszik a Tai Nemzeti Park, ahol a törpe víziló is él. A nemzeti park a természeti világörökség része.

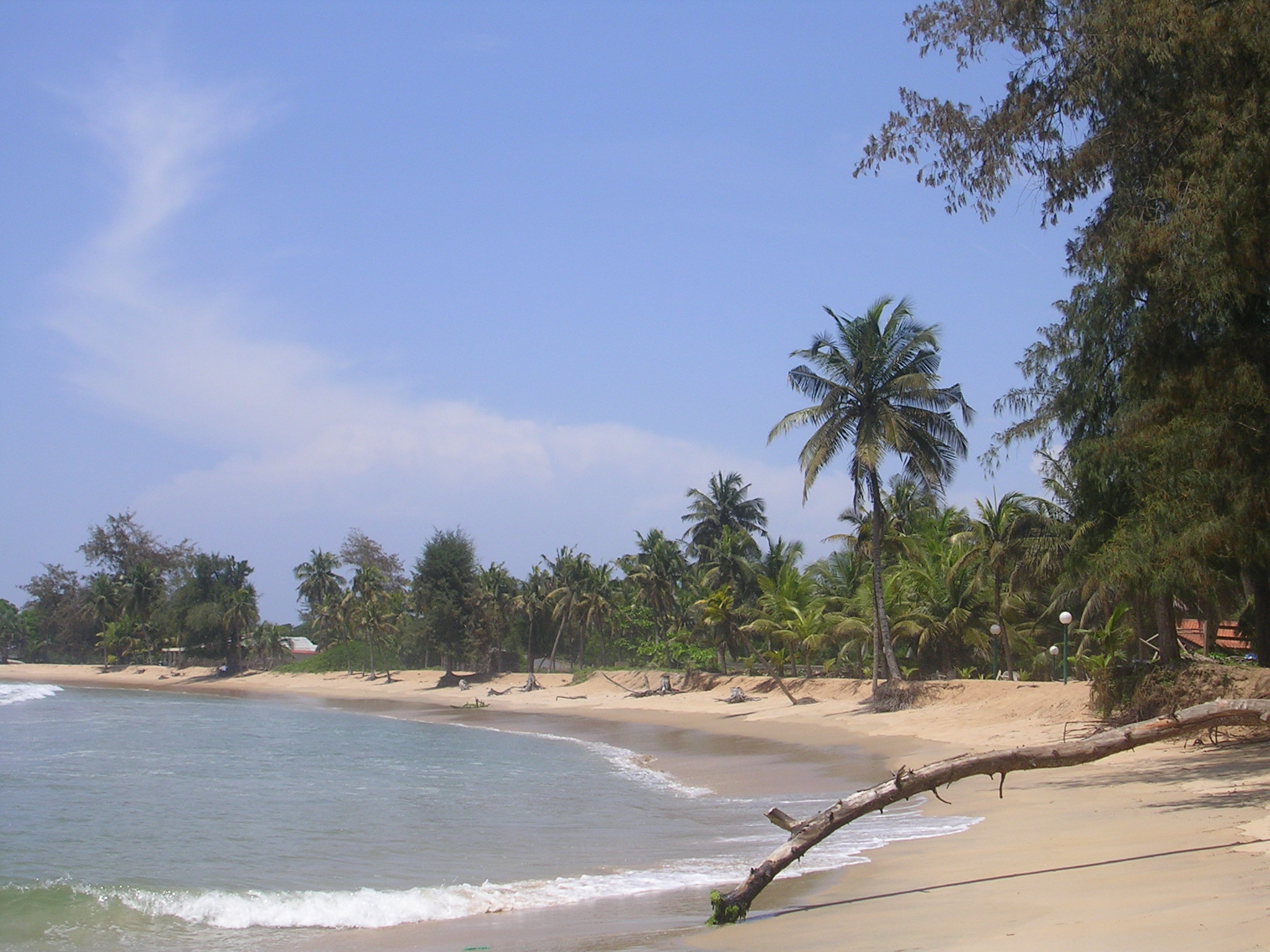
San Pédro tengerparti képe

## Fordítás
- Ez a szócikk részben vagy egészben  a   San-Pédro, Ivory Coast című angol Wikipédia-szócikk fordításán alapul.  Az eredeti cikk szerkesztőit annak laptörténete sorolja fel. Ez a jelzés csupán a megfogalmazás eredetét és a szerzői jogokat jelzi, nem szolgál a cikkben szereplő információk forrásmegjelöléseként.